# Michael (album)
Michael je sedmé posmrtně vydané album amerického zpěváka Michaela Jacksona. Jedná se o první kompilaci dříve nevydaných písní nahraných od roku 1982. Předchozích šest posmrtně vydaných alb bylo tzv. výběrových. Album se dočkalo spíše průměrných kritik.

## Pozadí
Kompilační album Michael bylo vydáno v období od 10. do 24. prosince 2010. Kompilaci vydala nahrávací společnost Sony Music Entertainment s výjimkou práv v USA, kde bylo album vydáno pod Epic Records, které ovšem také patří pod Sony Music. Michael má tři hosty: zpěváky Akona, Lennyho Kravitze a rappera 50 Centa.
K propagaci alba byla 5. listopadu 2010 na oficiálních webových stránkách Michaela Jacksona na jeden týden uveřejněna píseň „Breaking News“. Ta vyvolala diskuze, zda jde skutečně o hlas Jacksona. Podle oficiálního vyjádření Sony Music je hlas jen zkreslen přidanými efekty.
Prvním singlem alba je duet s Akonem „Hold My Hand“, zveřejněný 15. listopadu 2010. Píseň se umístila na 39. pozici žebříčku Billboard Hot 100. Největší úspěch zaznamenala v dánské (3. pozice), německé (5.) a italské (6.) hitparádě. V Česku se píseň vyšplhala na 26. pozici v Radio Top 100.

## Po vydání
Během prvního týdne byly do 31 zemí odeslány celkem tři miliony kusů alba.
Kompilace Michael debutovala na 3. místě žebříčku Billboard 200 s 228 000 prodanými kusy během prvního týdne prodeje v USA. Album dokázalo dosáhnout na první místa žebříčků v Rakousku, Německu, Nizozemsku, Itálii, Švédsku, a na Tchaj-wanu. V Česku debutovalo na 6. místě v žebříčku Top 50 prodejní.
Kompilace získala certifikaci 5× platinová deska v Česku. Certifikaci 2× platinová deska získalo ve Francii, v Itálii a v Rusku Také získalo certifikaci platinová deska v Belgii, Dánsku, Kanadě, Polsku, Rakousku, ve Spojeném království, Španělsku, na Tchaj-wanu a v USA, a to i přesto, že prodeje v USA byly jen okolo 500 000 kusů. Dále zlaté desky v Austrálii, Finsku, Japonsku, Maďarsku, na Novém Zélandu, v Portugalsku, Řecku, a ve Švédsku.

## Seznam skladeb
| #  | Píseň                         | Host(é)       | Producent(i)                                              | Délka |
| -- | ----------------------------- | ------------- | --------------------------------------------------------- | ----- |
| 1  | Hold My Hand                  | Akon          | Akon, Giorgio Tuinfort, Michael Jackson*                  | 3:33  |
| 2  | Hollywood Tonight             |               | Michael Jackson, Teddy Riley, Neff-U*                     | 4:31  |
| 3  | Keep Your Head Up             |               | Michael Jackson, Tricky Stewart, Angelikson, Eddie Cascio | 4:51  |
| 4  | (I Like) The Way You Love Me  |               | Michael Jackson, Neff-U                                   | 4:34  |
| 5  | Monster                       | 50 Cent       | Michael Jackson, Teddy Riley, Angelikson, Eddie Cascio    | 4:49  |
| 6  | Best of Joy                   |               | Michael Jackson, Neff-U, Brad Buxer*                      | 3:03  |
| 7  | Breaking News                 |               | Michael Jackson, Teddy Riley, Angelikson, Eddie Cascio    | 4:14  |
| 8  | (I Can't Make It) Another Day | Lenny Kravitz | Lenny Kravitz, Michael Jackson*                           | 3:55  |
| 9  | Behind the Mask               |               | Michael Jackson, John McClain                             | 5:02  |
| 10 | Much Too Soon                 |               | Michael Jackson, John McClain                             | 2:48  |

(*) Koproducent

## Mezinárodní žebříčky
| Země                     | Umístění |
| ------------------------ | -------- |
| Austrálie                | 10       |
| Belgie                   | 3        |
| Česko                    | 5        |
| Dánsko                   | 4        |
| Finsko                   | 9        |
| Francie                  | 4        |
| Irsko                    | 18       |
| Itálie                   | 1        |
| Kanada                   | 2        |
| Maďarsko                 | 9        |
| Německo                  | 1        |
| Nizozemsko               | 1        |
| Nový Zéland              | 10       |
| Norsko                   | 4        |
| Rakousko                 | 1        |
| Rusko                    | 1        |
| Řecko                    | 5        |
| Španělsko                | 2        |
| Švédsko                  | 1        |
| Švýcarsko                | 2        |
| Čínská republika         | 1        |
| UK Albums Chart          | 4        |
| US Billboard 200         | 3        |
| US Billboard R&B/Hip-Hop | 1        |